# Kazuo Kubokawa
| Odkryte planetoidy: 1 | Odkryte planetoidy: 1 |
| --------------------- | --------------------- |
| (1139) Atami          | 1 grudnia 1929        |
| 1.                    |                       |

Kazuo Kubokawa (jap. 窪川一雄 Kubokawa Kazuo; ur. w 1903, zm. 3 stycznia 1943) – japoński astronom.
Jest współodkrywcą jednej planetoidy – (1139) Atami.
W 1934 był młodszym obserwatorem w obserwatorium w Tokio, gdzie obserwował meteory.
Podczas japońskiej okupacji Tajwanu był od roku 1938 prezesem tajwańskiego oddziału Astronomical Association. Pracował jako inżynier w stacji meteorologicznej w Tajpej. W 1942 r. rozpoczął budowę obserwatorium na górze Yu Shan (Obserwatorium na Nowej Wysokiej Górze, 新高山 天文台), którego budowę przerwano po jego śmierci w 1943.
Od jego nazwiska pochodzi nazwa planetoidy (6140) Kubokawa.